# OLD GUYS ROCK
『OLD GUYS ROCK』（オールド・ガイズ・ロック）は、日本の歌手である沢田研二の8作目のミニ・アルバム。発売元は沢田の自主レーベルであるJULIE LABEL。

## 解説
- 東日本大震災が起こった2011年3月11日に哀悼の意を表して、2018年3月11日にリリース。
- 演奏は柴山和彦のギター1本である。
- 2017年はシングルのみ制作が行われたため、ミニ・アルバムの発売は2年ぶり。

## 収録曲
- 全作詞:沢田研二

1. グショグショ ワッショイ
  - 作曲:柴山和彦
2. ロイヤル・ピーチ
  - 作曲:柴山和彦
3. 核なき世界
  - 作曲:白井良明
4. 屋久島MAY
  - 作曲:沢田研二